# Minnie Dean

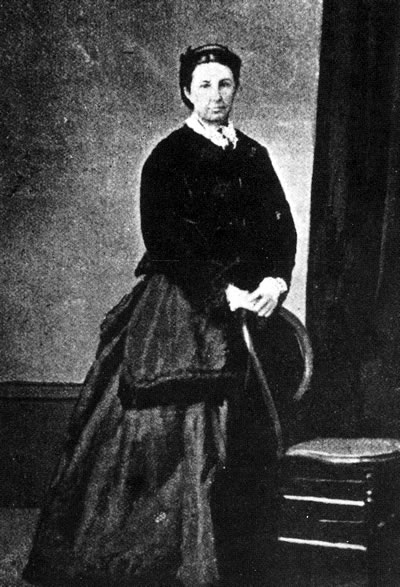
Minnie Dean (1872)

Williamina „Minnie“ Dean (* 22. September 1844 in Greenock, Schottland; † 12. August 1895 in Invercargill, Neuseeland) war eine neuseeländische Kindsmörderin, die 1895 zum Tod durch Hängen verurteilt wurde. Sie ist die einzige Frau, die jemals in Neuseeland hingerichtet wurde.

## Biografie
Minnie Dean wurde 1844 in Greenock im Westen Schottlands als vierte von acht Schwestern geboren. Ihr Vater John McCulloch war Lokomotivführer. Ihre Mutter Elizabeth Swan starb 1857 an Krebs. Es ist nicht bekannt, wann und warum Minnie Dean nach Neuseeland kam. Anfang der 1860er lebte sie mit zwei kleinen Töchtern in Invercargill. Sie galt als die Witwe eines tasmanischen Doktors, doch gibt es keine Belege dafür.
1872 heiratete sie den Wirt Charles Dean. Sie lebten in Etal Creek an der Straße von Riverton/Aparima nach Otago, wo in den 1860er Jahren ein Goldrausch in Otago stattgefunden hatte. Das Paar geriet jedoch in finanzielle Not, und sie zogen nach Winton, wo Charles Dean Viehzucht und Obstanbau betrieb. Nach einem Brand erneut bankrott, begann Minnie Dean, gegen Bezahlung Kinder in Pflege zu nehmen. Die Nachfrage war groß, sie betreute bis zu neun Kinder unter drei Jahren gleichzeitig.
Mehrere Kinder in Minnie Deans Obhut starben an verschiedenen Krankheiten. 1894 ertrank angeblich ein Junge, dessen Leiche sie im Garten versteckte. Eine amtliche Untersuchung befand Minnie Dean für unschuldig an den Todesfällen, doch gab es Anzeichen von Vernachlässigung und Misshandlungen. Auch schienen Kinder in Deans Obhut zu verschwinden.
1895 wurde Minnie Dean beobachtet, wie sie einen Zug mit einem Baby und einer Hutschachtel bestieg, jedoch später ohne das Baby zurückkam; später berichtete ein Zeuge, dass bei der Rückkehr die Hutschachtel verdächtig schwer gewesen sei. Eine Frau namens Jane Hornsby berichtete, sie habe Dean ihre einen Monat alte Enkeltochter Eva anvertraut. In Deans Haus wurden Kleider des Kindes gefunden, das Kind selbst jedoch nicht. Auch entlang der Eisenbahnstrecke wurden keine Spuren gefunden. Bei Grabungen im Garten fand man die Leichen von zwei Babys und einem etwa dreijährigen Kind. Untersuchungen ergaben, dass eines der Babys, tatsächlich die gesuchte Eva Hornsby, erstickt war, und das andere, Dorothy Edith Carter, an einer Überdosis Laudanum gestorben war. Die Todesursache des dritten Kindes konnte nicht geklärt werden. Minnie Dean wurde wegen Mordes angeklagt.
Am 21. Juni 1895 wurde Minnie Dean des Mordes an Dorothy Carter schuldig befunden und zum Tod durch Hängen verurteilt. In Haft schrieb sie einen Bericht, in dem sie angab, 28 Kinder versorgt zu haben, von denen sechs gestorben seien. Allerdings ließ sie das Schicksal etwa der Hälfte dieser Kinder offen.
Am 12. August wurde sie von Scharfrichter Tom Long in Invercargill gehängt. Sie ist die einzige Frau, die jemals in Neuseeland hingerichtet wurde. Bei einigen anderen Frauen, die zum Tode verurteilt worden waren, wurde die Strafe in eine lebenslange Freiheitsstrafe umgewandelt. Seit 1961 ist die Todesstrafe für Mord in Neuseeland abgeschafft.